# Liste der Baudenkmale in Bötersen
In der Liste der Baudenkmale in Bötersen sind alle Baudenkmale der niedersächsischen Gemeinde Bötersen aufgelistet. Die Quelle der Baudenkmale ist der Denkmalatlas Niedersachsen. Der Stand der Liste ist der 9. Oktober 2020.
In den Spalten befinden sich folgende Informationen:
- Lage: die Adresse des Baudenkmales und die geographischen Koordinaten. Kartenansicht, um Koordinaten zu setzen. In der Kartenansicht sind Baudenkmale ohne Koordinaten mit einem roten Marker dargestellt und können in der Karte gesetzt werden. Baudenkmale ohne Bild sind mit einem blauen Marker gekennzeichnet, Baudenkmale mit Bild mit einem grünen Marker.
- Bezeichnung: Bezeichnung des Baudenkmales
- Beschreibung: die Beschreibung des Baudenkmales. Unter § 3 Abs. 2 NDSchG werden Einzeldenkmale und unter § 3 Abs. 3 NDSchG Gruppen baulicher Anlagen und deren Bestandteile ausgewiesen.
- ID: die Objekt-ID des Baudenkmales
- Bild: ein Bild des Baudenkmales, ggf. zusätzlich mit einem Link zu weiteren Fotos des Baudenkmals im Medienarchiv Wikimedia Commons. Wenn man auf das Kamerasymbol klickt, können Fotos zu Baudenkmalen aus dieser Liste hochgeladen werden:

## Bötersen

### Einzelbaudenkmale
| Lage                                      | Bezeichnung              | Beschreibung | ID       | Bild |
| ----------------------------------------- | ------------------------ | --- | -------- | ---- |
| Dorfstraße 10 53° 8′ 13″ N, 9° 18′ 56″ O  | Wohn-/Wirtschaftsgebäude | Eingeschossiges, traufständiges Zweiständer-Hallenhaus mit Steinausfachungen und mit reetgedecktem Krüppelwalmdach, 1849 (Inschrift) gebaut. | 31012464 |      |
| Jeerhofer Weg 2 53° 8′ 3″ N, 9° 18′ 53″ O | Wohn-/Wirtschaftsgebäude | Zweiständer-Hallenhaus von 1800 in Fachwerk mit ziegelgedecktem Krüppelwalmdach und Niedersachsengiebel, als Häuslingshaus gebaut            | 31012525 |      |

## Höperhöfen

### Gruppe: Hofanlage Höperhöfen 33
Die Gruppe „Hofanlage Mulmshorner Weg 33“ hat die ID 31018915.

| Lage                                    | Bezeichnung              | Beschreibung | ID       | Bild |
| --------------------------------------- | ------------------------ | --- | -------- | ---- |
| Höperhöfen 33 53° 8′ 42″ N, 9° 18′ 5″ O | Wohn-/Wirtschaftsgebäude | Zweiständer-Hallenhaus von 1637 als Innegerüst, bzw. 1791 als Zweiständer-Hallenhaus in Fachwerk mit reetgedecktem Krüppelwalmdach | 31012593 |      |
| Höperhöfen 33 53° 8′ 43″ N, 9° 18′ 5″ O | Scheune                  | Gebäude von um 1810 in Fachwerk, mit Krüppelwalmdach, Grooter Door sowie zwei weiteren Quereinfahrten                              | 31012615 |      |

### Gruppe: Hofanlage Westliche Dorfstraße 105
Die Gruppe „Hofanlage Westliche Dorfstraße 105“ hat die ID 31018891.

| Lage                                                | Bezeichnung              | Beschreibung                                                                                            | ID       | Bild           |
| --------------------------------------------------- | ------------------------ | --- | -------- | -------------- |
| Westliche Dorfstraße 105 53° 8′ 30″ N, 9° 17′ 45″ O | Wohn-/Wirtschaftsgebäude | Zweiständer-Hallenhaus von 1808 in Fachwerk mit ziegelgedecktem Krüppelwalmdach und Niedersachsengiebel | 31012549 | Weitere Bilder |
| Westliche Dorfstraße 105 53° 8′ 30″ N, 9° 17′ 46″ O | Scheune                  | Schafstall vom 18. Jh. in Fachwerk mit reetgedecktem Walmdach, als Torfscheune                          | 31012571 |                |
| Westliche Dorfstraße 105 53° 8′ 31″ N, 9° 17′ 46″ O | Brunnen                  | Hofbrunnen mit vierteiliger sandsteinerner Brunneneinfassung, von 1731                                  | 51785139 |                |

### Einzelbaudenkmale
| Lage                                    | Bezeichnung              | Beschreibung                                                                    | ID       | Bild |
| --------------------------------------- | ------------------------ | ------------------------------------------------------------------------------- | -------- | ---- |
| Höperhöfen 35 53° 8′ 43″ N, 9° 18′ 3″ O | Wohn-/Wirtschaftsgebäude | Zweiständer-Hallenhaus von 1780 in Fachwerk mit ziegelgedecktem Krüppelwalmdach | 31012697 |      |

## Jeerhof

### Einzelbaudenkmale
| Lage                                 | Bezeichnung              | Beschreibung                                                                                            | ID       | Bild |
| ------------------------------------ | ------------------------ | --- | -------- | ---- |
| Jeerhof 4 53° 7′ 31″ N, 9° 17′ 29″ O | Wohn-/Wirtschaftsgebäude | Zweiständer-Hallenhaus von 1862 in Fachwerk mit ziegelgedecktem Krüppelwalmdach und Niedersachsengiebel | 31012745 |      |
| Jeerhof 2 53° 7′ 29″ N, 9° 17′ 39″ O | Scheune                  | Fachwerkbau einer Feldscheune von 1719                                                                  | 31012721 |      |